# Слагалица страве 10
Слагалица страве 10 (енгл. Saw X; издат у биоскопима под називом Слагалица страве X) амерички је хорор филм из 2023. који је режирао Кевин Гретерт. Сценарио су заједно написали Џош Столберг и Питер Голдфингер. Укупно је десети наслов у филмском серијалу Слагалица страве и представља директни наставак филма Слагалица страве и преднаставак филма Слагалица страве 2. Главне улоге тумаче Тобин Бел и Шони Смит, који понављају своје улоге из претходних делова, као и Синеве Макоди Лунд, Стивен Бранд и Мајкл Бич.
У априлу 2021. најављено је да је десети наставак у серијалу у изради. Столберг и Голдфингер, који су били сценаристи и за претходна два филма у серијалу, завршили су сценарио у децембру исте године. Снимање је трајало од октобра 2022. до фебруара 2023. у Мексику. Филм је издао студио Lionsgate Films а премијера у САД била је 29. септембра 2023. Филм је у Србији премијерно приказан 28. септембра 2023. у дистрибуцији студија Blitz Film. Филм је наишао на углавном позитивне оцене од критичара као и од публике. Већина критичара је сагласно да је Слагалица страве 10 најбољи наставак у читавом серијалу. Такође је похваљена Белова изведба.
У децембру 2023. најављен је директан наставак филма, који ће изаћи у септембру 2025.

## Радња
Прича је смештена између Слагалице страве и Слагалице страве 2. Болестан и очајан Џон Крејмер путује за Мексико како би се подвргнуо ризичној операцији у нади да ће се излечити од рака. Међутим, Крејмер убрзо сазнаје да је преварен и да је целокупна прича иза чудотворних операција превара за оне најугроженије. Злогласни и луди масовни убица решен је да преузме правду у своје руке и да уједно настави свој рад тако што ће операцијске столове и лекарску опрему претворити у своје препознатљиве поремећене замке.

## Улоге
| Глумац             | Улога                                  |
| ------------------ | -------------------------------------- |
| Тобин Бел          | Џон Крејмер — Џигсо                    |
| Шони Смит          | Аманда Јанг                            |
| Синеве Макоди Лунд | др Сесилија Педерсон                   |
| Стивен Бранд       | Паркер Сирс                            |
| Рената Вака        | Габријела                              |
| Џошуа Окамото      | Дијего / др Кортез                     |
| Октавио Инохоса    | Матео                                  |
| Полет Ернандез     | Валентина                              |
| Хорхе Брисењо      | Карлос                                 |
| Костас Мендилор    | детектив Марк Хофман                   |
| Мајкл Бич          | Хенри Кеслер                           |
| Исан Беомхјун Ли   | домар                                  |
| Давид Алфано       | доктор                                 |
| Кати Барбери       | предводница групе за борбу против рака |
| Дона Гордон        | др Фин Педерсон                        |